# Jeroen van der Boom

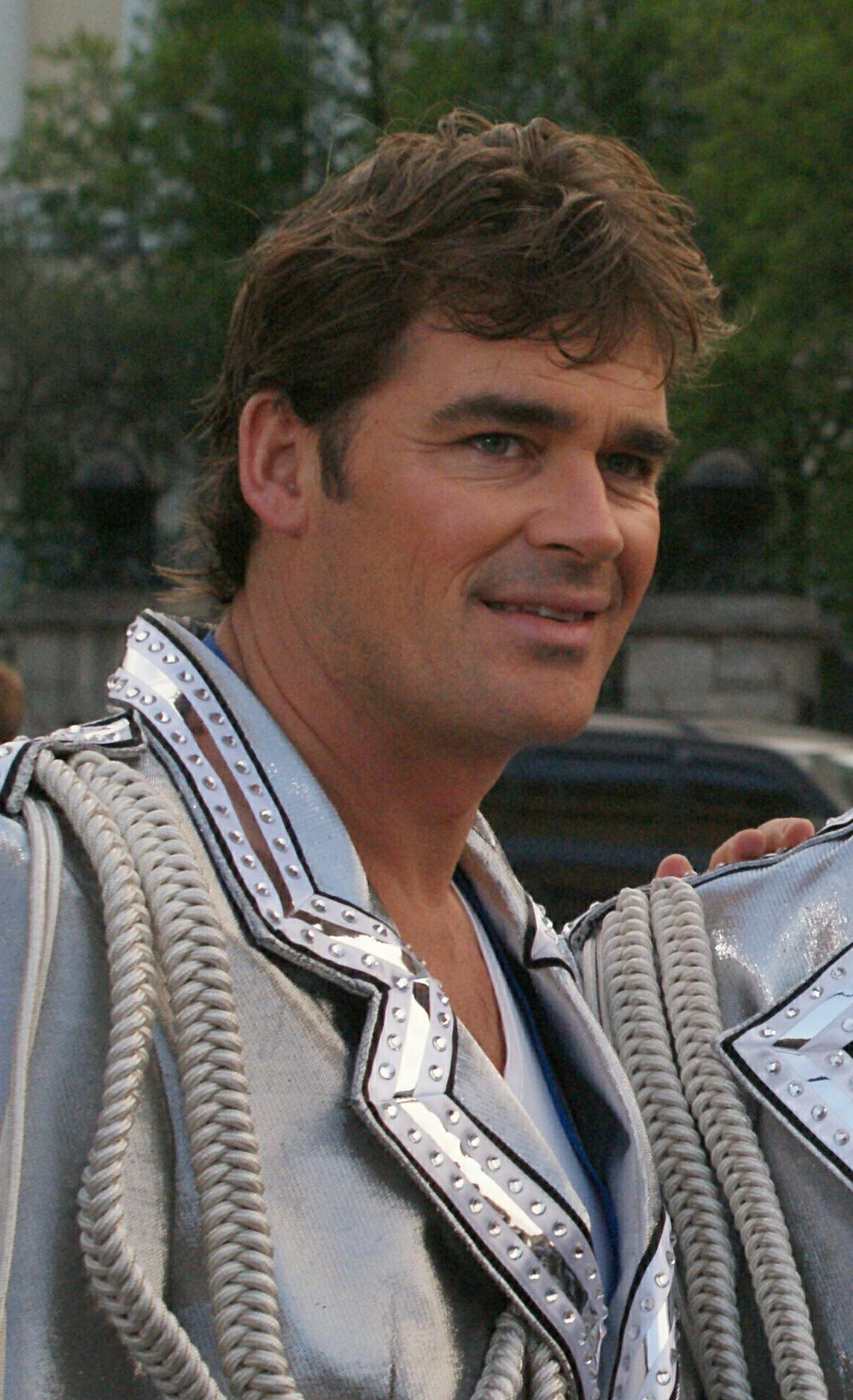
Jeroen van der Boom (2009)

Jeroen van der Boom (* 22. Juni 1972 in Nijmegen) ist ein niederländischer Showmaster und Sänger.

## Biografie
Seit 1996 ist er Showmaster und moderierte bis jetzt u. a. 15 Miljoen Mensen, Barney’s Dart Show oder auch Domino Day.
Im Jahre 2006 nahm er ein Album mit dem Titel Vanderboom auf, bestehend u. a. aus Coverversionen von Don’t Stop Me Now (Queen) oder Wonderful Tonight (Eric Clapton). 2007 brachte er seine erste Single She’s a Lady, eine Coverversion von Tom Jones, heraus. Seinen größten Hit hatte er mit der Single Jij bent zo, einer Coverversion des Songs Silencio von David Bisbal, in niederländischer Sprache. Der Song erreichte am 11. August 2007 den 1. Platz der Nederlandse Top 40. Ebenfalls erfolgreich waren die Singles Eén wereld und Betekenis. Im April 2008 erschien sein Debütalbum Jij bent zo. Im November 2008 wurde er Mitglied der Band De Toppers, mit denen er die Niederlande beim Eurovision Song Contest 2009 repräsentierte.
Van der Boom hat am 10. Juli 2011 seine Freundin Dany de Wit geheiratet. Die beiden sind Eltern zweier Söhne, darunter Luuk van der Boom, der durch seine Teilnahme am Junior Songfestival 2019 bekannt wurde.

## Diskografie

### Alben
| Jahr | Titel        | Höchstplatzierung, Gesamtwochen, AuszeichnungChartplatzierungen (Jahr, Titel, Platzierungen, Wochen, Auszeichnungen, Anmerkungen) | Höchstplatzierung, Gesamtwochen, AuszeichnungChartplatzierungen (Jahr, Titel, Platzierungen, Wochen, Auszeichnungen, Anmerkungen) | Anmerkungen                            |
| Jahr | Titel        | NL | BEF | Anmerkungen                            |
| ---- | ------------ | --- | --- | -------------------------------------- |
| 2008 | Jij bent zo  | NL2 Platin · (30 Wo.)NL | BEF6 (23 Wo.)BEF | Erstveröffentlichung: 4. April 2008    |
| 2009 | Verder       | NL10 Gold · (5 Wo.)NL | — | Erstveröffentlichung: 9. Oktober 2009  |
| 2011 | Grote liefde | NL2 Gold · (12 Wo.)NL | — | Erstveröffentlichung: 15. April 2011   |
| 2013 | Deze man     | NL29 (3 Wo.)NL | — | Erstveröffentlichung: 11. Oktober 2013 |
| 2017 | Dit ben ik   | NL62 (1 Wo.)NL | — | Erstveröffentlichung: 27. Januar 2017  |

Weitere Alben
- 2006: Vanderboom
- 2008: Live In HMH 2008

### Singles
| Jahr | Titel Album                                  | Höchstplatzierung, Gesamtwochen, AuszeichnungChartplatzierungen (Jahr, Titel, Album, Platzierungen, Wochen, Auszeichnungen, Anmerkungen) | Höchstplatzierung, Gesamtwochen, AuszeichnungChartplatzierungen (Jahr, Titel, Album, Platzierungen, Wochen, Auszeichnungen, Anmerkungen) | Anmerkungen                                           |
| Jahr | Titel Album                                  | NL | BEF | Anmerkungen                                           |
| ---- | -------------------------------------------- | --- | --- | ----------------------------------------------------- |
| 2006 | Café de Wereldcup –                          | NL29 (4 Wo.)NL | — | als Café de Wereld                                    |
| 2007 | Jij bent zo                                  | NL1 Platin · (25 Wo.)NL | BEF1 (24 Wo.)BEF | Erstveröffentlichung: 22. Juni 2007                   |
| 2007 | Eén wereld Jij bent zo                       | NL1 (12 Wo.)NL | BEF14 (6 Wo.)BEF | Erstveröffentlichung: 19. November 2007               |
| 2008 | Betekenis Jij bent zo                        | NL2 (14 Wo.)NL | BEF22 (8 Wo.)BEF | Erstveröffentlichung: 29. Februar 2008                |
| 2008 | Het is over Jij bent zo                      | NL12 (6 Wo.)NL | — | Erstveröffentlichung: 20. Juni 2008                   |
| 2009 | Alles min één Verder                         | NL25 (7 Wo.)NL | — | Erstveröffentlichung: 9. Januar 2009                  |
| 2009 | Dat weet je Verder                           | NL24 (4 Wo.)NL | — | Erstveröffentlichung: 28. August 2009                 |
| 2009 | Weer geloven Verder                          | NL27 (4 Wo.)NL | — | Erstveröffentlichung: 20. November 2009               |
| 2010 | Werd de tijd maar teruggedraaid Grote liefde | NL27 (6 Wo.)NL | — | Erstveröffentlichung: 5. November 2010                |
| 2011 | Los van de grond Grote liefde                | NL13 Gold · (7 Wo.)NL | — | Erstveröffentlichung: 21. März 2011 mit Leonie Meijer |
| 2012 | Nieuwe dag –                                 | NL28 (5 Wo.)NL | — | Erstveröffentlichung: 1. Januar 2012 mit Lange Frans  |
| 2012 | Kom maar op –                                | NL19 (6 Wo.)NL | — | Erstveröffentlichung: 6. April 2012                   |

Weitere Singles
- 1996: Ik laat je nooit meer gaan
- 1996: Als jij maar wakker wordt naast mij
- 2004: Toekomst
- 2007: She’s a Lady
- 2011: Leen mijn ogen
- 2011: Dat het nooit meer ophoudt
- 2011: Niemand anders
- 2012: Vurig verlangen
- 2013: Beter laat dan nooit
- 2015: Mag Ik Dan Bij Jou (NL: Gold)